# Όrοs Paikο
Όrοs Paikο este o arie protejată (arie specială de conservare — SAC, sit de importanță comunitară — SCI) din Grecia întinsă pe o suprafață de 35.180,94 ha, integral pe uscat.

## Localizare
Centrul sitului Όrοs Paikο este situat la coordonatele 41°01′04″N 22°18′47″E / 41.017831°N 22.312919°E.

## Înființare
Situl Όrοs Paikο a fost declarat sit de importanță comunitară în august 1996 pentru a proteja 1 specie de plante și 11 specii de animale. Situl a fost protejat și ca arie specială de conservare în martie 2011.

## Biodiversitate
Situată în ecoregiunea mediteraneană, aria protejată conține 10 habitate naturale: Matorral arborescenți cu Juniperus spp., Pajiști alpine și subalpine calcaroase, Pseudostepă cu ierburi și specii anuale de Thero-Brachypodietea, Păduri de fag Luzulo-Fagetum, Păduri de fag Asperulo-Fagetum, Păduri de fag din Europa Centrală dezvoltate pe sol calcaros cu Cephalanthero-Fagion, Păduri panonice-balcanice de stejar turcesc - stejar sesil, Păduri de Castanea sativa, Păduri de Quercus frainetto, Păduri de Platanus orientalis și Liquidambar orientalis (Platanion orientalis).
La baza desemnării sitului se află mai multe specii protejate:
- plante (1): Dactylorhiza kalopissii subsp. kalopissii
- amfibieni (2): izvoraș-cu-burta-galbenă (Bombina variegata), Triturus macedonicus
- mamifere (3): vidră de râu (Lutra lutra), râs eurasiatic (Lynx lynx), Rupicapra rupicapra balcanica
- nevertebrate (1): Euplagia quadripunctaria
- pești (3): Barbus balcanicus, Cobitis vardarensis, Romanogobio elimeius
- reptile (2): țestoasa de baltă (Emys orbicularis), țestoasă bănățeană (Testudo hermanni)

Pe lângă speciile protejate, pe teritoriul sitului au mai fost identificate 6 specii de plante, 7 specii de amfibieni, 9 specii de mamifere, 2 specii de nevertebrate, 1 specie de pești, 11 specii de reptile.